# Trapelus savignii
Espèce
Synonymes
- Agama savignii Duméril & Bibron, 1837

Statut de conservation UICN

 VU A2abcd : Vulnérable
Trapelus savignii est une espèce de sauriens de la famille des Agamidae.

## Répartition
Cette espèce se rencontre en Israël et en Égypte.

## Étymologie
Cette espèce est nommée en l'honneur de Jules-César Savigny.

## Publication originale
- Duméril & Bibron, 1837 : Erpétologie Générale ou Histoire Naturelle Complète des Reptiles. Librairie. Encyclopédique Roret, Paris, vol. 4, p. 1-570 (texte intégral).